# 扎奧澤里亞 (扎里奇涅區)
51°49′30″N 25°43′17″E / 51.82500°N 25.72139°E
扎奧澤里亞（烏克蘭語：Заозер'я），是烏克蘭西北部的村莊，隸屬里夫內州的瓦拉什區。該村始建於1590年，面積16.7平方公里，海拔高度142米，2001年人口347，人口密度每平方公里20.7人。